# 光谷越
座標: 北緯36度21分7.9秒 東経136度34分51.9秒 / 北緯36.352194度 東経136.581083度

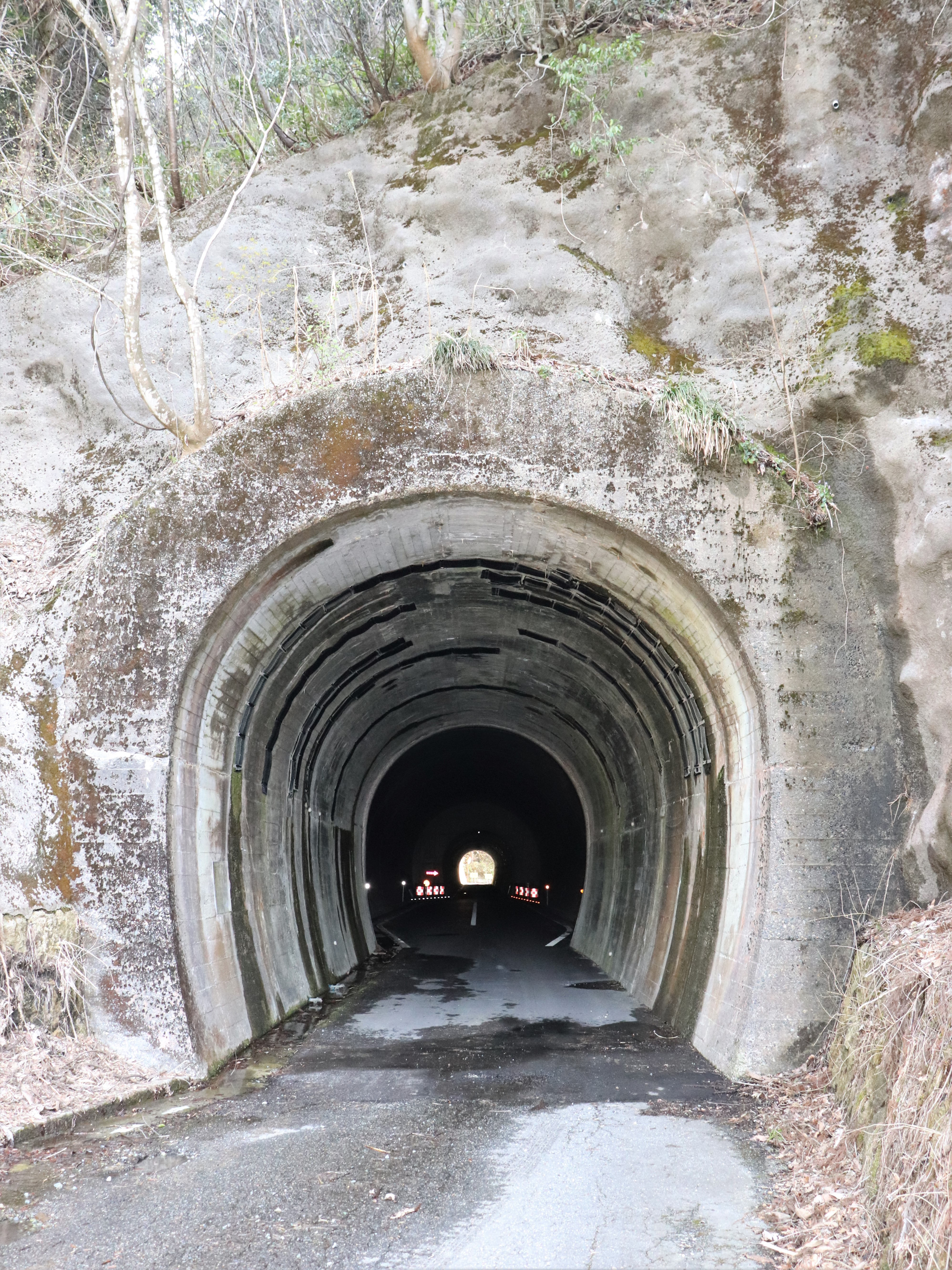
光谷トンネル（小松市側、2020年4月撮影）

光谷越（みつたにごえ）は、石川県小松市と白山市の市境にある峠。
石川県道167号布橋出合線が走っており、手掘りの光谷トンネル（高さ3m・車幅2.2m）がある。